# 魏拉
魏拉是德国图林根州的一个市镇。总面积14.83平方公里，总人口398人，其中男性203人，女性195人（2011年12月31日），人口密度27人/平方公里。